# Luigi Menghetti
Pietro Luigi Maria Menghetti noto più semplicemente come Luigi Menghetti detto Piaccina (Empoli, 24 giugno 1762 – Empoli, 21 agosto 1834) è stato un fantino italiano, otto volte vincitore del Palio di Siena.

## Biografia
Piaccina era il più noto esponente di una delle più importanti dinastie di fantini, ovvero i componenti della famiglia Menghetti: ben otto di loro corsero il Palio di Siena. Iniziò a correre non più giovanissimo, infatti aveva già compito 25 anni e, nel prosieguo della sua lunghissima carriera durata 44 anni, disputò 65 Palii, fino alla veneranda età di 69 anni. Ne vinse otto, sette dei quali dopo aver compiuto 40 anni; l'ultima vittoria la conseguì addirittura a 64 anni. È il fantino che ha avuto la carriera più lunga nella storia della corsa senese.
Piaccina si sposò con Giovanna Cioni il 19 febbraio 1787 e nel 1845 risultava già morto. Dei figli di Luigi, Geremia è quasi sicuramente colui che nei testi "palieschi" viene indicato come Figlio di Piaccina (nacque il 29 febbraio 1792 e corse 8 Palii).
Il suo carattere non doveva essere dei più mansueti, almeno secondo ciò che appare da un processo a lui intentato dalla Giustizia di Siena nel 1824. Gli atti dell'epoca riportano infatti una sua aggressione con pugni e calci nei confronti di un contradaiolo del Bruco che lo aveva preso in giro dicendogli "In che contrada povera ti sei messo a correre", riferendosi alla Giraffa.

## Presenze al Palio di Siena
Le vittorie sono evidenziate ed indicate in neretto.
| Palio             | Contrada     | Cavallo                        | Note   |
| ----------------- | ------------ | ------------------------------ | ------ |
| 16 agosto 1787    | Chiocciola   | Baio di G. Nardi               |        |
| 2 luglio 1795     | Leocorno     | Baio di L. Bologni             |        |
| 17 agosto 1795    | Civetta      | Baio di M. Di Grazia           |        |
| 2 luglio 1796     | Nicchio      | Morello di S. Ceccarelli       |        |
| 16 agosto 1796    | Selva        | Baio di G. Magneschi           |        |
| 16 agosto 1797    | Valdimontone | Morello di A. Cortecci         |        |
| 16 agosto 1798    | Istrice      | Grigio di L. Pianigiani        |        |
| 16 agosto 1799    | Chiocciola   | Grigio di G. Batazzi           |        |
| 3 luglio 1800     | Leocorno     | Morello di G. Pignotti         |        |
| 17 agosto 1800    | Valdimontone | Morello di G. Pignotti         |        |
| 16 agosto 1802    | Torre        | Morello di G. Pignotti         |        |
| 8 settembre 1803  | Oca          | Baio di D. Pasquini            |        |
| 2 luglio 1804     | Civetta      | Morello di D. Bologni          |        |
| 16 agosto 1804    | Torre        | Baio di D. Pasquini            |        |
| 20 agosto 1804    | Torre        | Morello di D. Bologni          | scosso |
| 2 luglio 1805     | Selva        | Sauro di B. Ricci              |        |
| 16 agosto 1805    | Leocorno     | Morello di B. Pilli            |        |
| 3 luglio 1806     | Valdimontone | Morello di B. Neri             |        |
| 17 agosto 1806    | Tartuca      | Morello di B. Neri             |        |
| 3 luglio 1807     | Chiocciola   | Morello di G. Righi            |        |
| 16 agosto 1807    | Aquila       | Morello di L. Chierici         |        |
| 2 luglio 1808     | Onda         | ?                              |        |
| 16 agosto 1808    | Chiocciola   | Sauro di B. Ricci              |        |
| 2 luglio 1809     | Oca          | Morello di E. Barbetti         |        |
| 16 agosto 1809    | Tartuca      | Morello di B. Neri             |        |
| 2 luglio 1810     | Civetta      | Baio di A. Bandini             |        |
| 16 agosto 1810    | Torre        | Baio di G. Egidi               |        |
| 2 luglio 1811     | Selva        | Morello di M. Ravenni          |        |
| 16 agosto 1811    | Civetta      | Morello di G. Vignozzi         |        |
| 2 luglio 1812     | Civetta      | Morello di G. Batazzi          |        |
| 16 agosto 1812    | Selva        | Baio di A. Felli               |        |
| 2 luglio 1813     | Civetta      | Sauro di B. Fontani            |        |
| 16 agosto 1813    | Aquila       | Baio di E. Barbetti            |        |
| 2 luglio 1814     | Bruco        | Baio di G. Manetti             |        |
| 17 agosto 1814    | Oca          | Grigio di F. Fagnani           |        |
| 2 luglio 1815     | Chiocciola   | Grigio di S. Felli             |        |
| 16 agosto 1815    | Onda         | Morello di A. Bardotti         |        |
| 2 luglio 1816     | Torre        | Sauro di P. Cianferotti        |        |
| 16 agosto 1816    | Aquila       | Baio di S. Pagliai             |        |
| 2 luglio 1817     | Selva        | Morello di G. Batazzi          |        |
| 16 agosto 1817    | Bruco        | Sauro di A. Martinucci         |        |
| 16 agosto 1818    | Leocorno     | Baio di S. Pagliai             |        |
| 19 agosto 1818    | Civetta      | Grigio di Domenico detto Botto |        |
| 30 marzo 1819     | Tartuca      | Grigio di G. Batazzi           |        |
| 2 luglio 1819     | Valdimontone | Morello di G. Batazzi          |        |
| 17 agosto 1819    | Giraffa      | Baio di D. Bruttini            |        |
| 2 luglio 1820     | Bruco        | Morello di A. Lippi            |        |
| 16 agosto 1820    | Selva        | Baio di A. Righi               | scosso |
| 2 luglio 1821     | Giraffa      | Baio di G. Morandi             |        |
| 16 agosto 1821    | Civetta      | Baio di A. Mori                |        |
| 2 luglio 1822     | Istrice      | Baio di A. Lippi               |        |
| 2 luglio 1823     | Pantera      | Morello di P. Mazzoni          | scosso |
| 16 agosto 1823    | Civetta      | Morello di E. Barbetti         | scosso |
| 27 settembre 1824 | Giraffa      | Morello di C. Donnini          |        |
| 3 luglio 1825     | Selva        | Morello di G. Masoni           | scosso |
| 16 agosto 1825    | Civetta      | Grigio di G. Batazzi           |        |
| 2 luglio 1826     | Bruco        | Grigio di M. Brandani          |        |
| 16 agosto 1826    | Pantera      | Morello di L. Bianciardi       |        |
| 2 luglio 1827     | Istrice      | Grigio di G. Brandani          | scosso |
| 17 agosto 1827    | Onda         | Grigio di G. Brandani          |        |
| 2 luglio 1828     | Bruco        | Morello di G. Batazzi          |        |
| 17 agosto 1828    | Istrice      | Morello di G. Batazzi          |        |
| 2 luglio 1829     | Nicchio      | Morello di E. Barbetti         |        |
| 2 luglio 1830     | Bruco        | Grigio di C. Cubattoli         | scosso |
| 2 luglio 1831     | Civetta      | Morello di S. Guerranti        |        |